# Command & Conquer
Command & Conquer je série počítačových her. Většina her je žánru realtimové strategie, pouze Command & Conquer: Renegade je akční (FPS). Hry byly vyvíjeny společností Westwood Studios, později pod firmou Electronic Arts. Série se dělí na dvě linie.  Prvnísérie se odehrává v budoucnosti a kredity získáváte těžbou bio-technických minerálů zvaných tiberium. V těchto hrách se střetávají dvě strany: Global Defence Iniciative (GDI) a Broderhood of NOD (NOD). V Command & Conquer 3 přibyla navíc třetí strana mimozemšťanů zvaných Scrin. Patří sem první díl Command & Conquer, Tiberian Sun, Renegade, Tiberium Wars, Tiberian Twilight, Tiberium Alliances a doposud poslední Rivals. Druhá linie je zaměřena na historii a jejími zástupci jsou Red Alert, Red Alert 2 s datadiskem Yuri's Revenge, Red Alert 3 a příběhově samostatný Generals odehrávající se víceméně v současnosti.
Nově také do série přibyl díl Command & conquer: Remastered collection, který vytvořilo studio Westwood Studios, v tomto díle si můžete zahrát původní Command & Conquer a Command & Conquer: Red Alert ve vylepšené grafice.

## Command & Conquer: Tiberian Dawn a The Covert Operations
Hra Command & Conquer byla prvním nástupcem Duny II a je považována za hru, která definovala moderní RTS hry. Původní název byl jen Command & Conquer, Tiberian Dawn bylo přidáno později, aby se dala lépe odlišit první hra od celé série. Děj se odehrává v alternativní časové linii pozdních devadesátých let dvacátého století a zavede hráče do globalizovaného světa, který je rozdělen na dvě soupeřící frakce, GDI a NOD. Jedinou surovinou je tajemná mimozemská substance, zvaná tibérium, která se rozrůstá po Zemi a obě frakce na ni staví svou ekonomiku. Hra končí vítězstvím GDI.

## Command & Conquer: Red Alert, Counterstrike a The Aftermath
Command & Conquer: Red Alert je prequel jak pro Command & Conquer: Tiberian Dawn tak pro Red Alert 2. Hra je zasazena do alternativní časové linie, kterou vytvořil Albert Einstein. Ten vynalezl zařízení pro cestování časem a prostorem (chronosféra) a využil jej k vymazání Adolfa Hitlera z historie. Bez nacistických armád nic nestálo mezi Stalinovou rudou armádou a Evropou a brzy se tak rozhořel konflikt mezi SSSR a zbytkem Evropy. Hra obsahuje kampaň za SSSR i za spojence, ale pro pokračování se počítá pouze spojenecké vítězství. Vývoj probíhal ve studiích společnosti Westwood a hra byla vydána v říjnu 1996. Datadisky Counterstrike a Aftermath vyšly v následujících letech 1997 a 1998 a přinesly nové jednotky a stovky map pro multi player.

## Command & Conquer: Sole Survivor
Patří mezi neúspěšné hry od Westwood Studios. Hra vychází z enginu první hry Command & Conquer. Je to on-line hra ve které si vyberete jednu jednotku a s tou projíždíte rozsáhlou mapu. Na výběr jsou mimo klasických tanků, motorek, a pěších jednotek také dinosauři, jako třeba stegosaurus nebo tyranosaurus rex. Při svém průzkumu pak narážíte na bedny ve kterých jsou ukryty upgrady jako zvýšení rychlosti, štítu, dostřelu vašich zbraní apod. Dále samozřejmě narážíte na soupeře a ty se snažíte porazit. Vyhrává ten, kdo porazí nejvíce soupeřů. Oficiální herní servery jsou již několik let vypnuty, hra se neprodává a není dále podporována.

## Command & Conquer: Tiberian Sun a Firestorm
Command & Conquer: Tiberian Sun se odehrává přibližně 30 let po prvním díle Command & Conquer. Děj pojednává opět o konfliktu mezi GDI a Bratrstvem NOD. Planeta je stále sužována mimozemským tibériem, které způsobuje mutace a ničí pozemský ekosystém. Během kampaně se máme poprvé možnost setkat s rasou tibériových mutantů zvaných Forgotten, kteří pomohou GDI proti bratrstvu a objeví se první zmínky o mimozemské rase, která připravuje invazi na Zemi. Hry vyšly v srpnu 1999 na platformě PC. Datadisk Firestorm pojednává o vzpouře umělé bojové inteligence CABAL proti lidstvu a GDI a NOD se musejí spojit a společně ji zničit.
V Tiberian Sunu se objevuje mnoho nových jednotek a technologií. Můžeme se setkat s bojovými roboty, kyborgy, podzemními tanky, pokročilými vznášedly, lasery, sonickými zbraněmi, částicovými zbraněmi a neviditelností. Každá z hratelných stran má rozdílné jednotky a zaměřuje se na jinou taktiku.

## Command & Conquer: Red Alert 2 a Yuri's Revenge
Děj Red Alert 2 začíná několik let po konci prvního dílu, kdy spojenci zastavili sovětskou invazi. Novým vládcem SSSR se stal Alexander Romanov který s pomocí telepata Yuriho znovu rozpoutává válku a napadá Spojené státy. Díky Yuriho schopnosti ovládat lidi je zmařen odvetný jaderný útok USA a většina Spojených států se ocitá pod nadvládou sovětů. Když se do války zapojí i evropští spojenci a Albert Einstein a jeho nové technologie, začíná se štěstí přiklánět na stranu spojenců. Finální bitva se odehrává v Moskvě, kam jsou teleportovány spojenecké jednotky a po těžkých bojích se jim povede dobýt Kreml a ukončit válku.
Oproti prvnímu dílu je skladba jednotek velmi rozdílná. První Red Alert disponoval relativně reálnou technikou, zatím co Red Alert 2 přináší mnoho futuristických technologií jako prisma věže (obdoba laseru), létající pěchota, ovládání mysli lidí i zvířat, řízené počasí jako zbraň, teleportace, neviditelnost, klonování, atd... Po grafické stránce je hra lépe zpracována a hratelnost je také na vyšší úrovni.
Datadisk Yuri's Revenge navazuje na spojenecké vítězství, avšak ihned po dobytí Moskvy Yuri aktivuje zařízení na ovládání mysli (Psychický Dominátor) a zotročí si tak celý svět. Spojenecký velitel je nucen odcestovat časem do doby začátku války se SSSR a zamezit stavbě Psychických Dominátorů. Ke spojencům a sovětům se přidává nová strana pod vládou Yuriho, jejíž technologie je založena na ovládání mysli, pokročilých laserech, klonování, levitaci, atd... Za sověty se při pronásledování Yuriho dostane hráč dokonce na Měsíc, kde si Yuri vybudoval svou základnu. V kampani je možné hrát pouze za sověty a spojence, Yuriho strana je hratelná pouze v multiplayeru.

## Command & Conquer: Renegade
Je odklonem od série RTS, jedná se totiž o FPS. Odehrává se za 1. tibériové války, přičemž v kampani pro jednoho hráče se ujímáte role drsňáka Nicka „HAVOC“ Parkera (Commando), který má za úkol zachránit vědce GDI ze spárů bratrstva NOD. Renegade má i multiplayer, který dokáže být velmi zábavný a návykový. Ve hře je možnost ovládat většinu známých vozidel s výjimkou létajících, která jsou řízeny AI. V některých animacích je bojiště zobrazeno jako pohled na původní C&C.

## Command & Conquer: Generals a Zero Hour
Do série patří spíše díky tomu, aby hra i s datadiskem byla komerčně úspěšnější, C&C prvky by tu člověk pohledal, ovšem i přes to hra dokáže zaujmout jak svým zasazením na blízký východ, tak dobrou hratelností s důrazem na multiplayer. Pro tuto hru vzniklo množství modifikací. Bojující strany jsou tu tři a to USA, Čína a GLA čili Globální Osvobozenecká Armáda.
Paradoxně to je však až datadisk Zero Hour, který do hry vnese generály, přičemž každý generál má specializaci na něco jiného.

## Command & Conquer 3: Tiberium Wars a Kane’s Wrath
Příběh hry navazuje na Tiberian Sun. Začínáte jako velitel v roce 2047 a brzy se má stát hodně věcí. Vy to budete sledovat z blízkosti a rozhodnete o osudu celé země.

## Command & Conquer: Red Alert 3 a Uprising
Command & Conquer: Red Alert 3 opět pojednává o válce mezi západními spojenci a Sovětským svazem. Příběh začíná na konci spojenecké kampaně z předchozího dílu. Při úvodní videosekvenci (intru) sověti použijí svůj nový stroj času a změní historii ve svůj prospěch. Tento zásah do minulosti však přivede na scénu technologicky vyspělé Impérium vycházejícího slunce, které zahájí masivní útok na spojence i sověty. Hra přináší několik novinek, jednou z nich je možnost hrát kooperativní kampaň s druhým hráčem, při hře jednoho hráče je druhá základna ovládána počítačem, jemuž mohou být uděleny základní rozkazy jako útok, obrana, atd. Jak je již v C&C hrách tradicí, i zde je množství hraných předělových scén. Oproti ostatním hrám ze série, je zde kladen velký důraz na boj na vodě. Vyskytuje se zde velké množství obojživelných jednotek a na vodě lze stavět i základny.
Datadisk Uprising přináší několik nových jednotek, krátkou kampaň za každou stranu a nový herní mód Challenge, ve kterém musí hráč porazit množství počítačem řízených protihráčů a za každou splněnou misi je odměněn novou jednotkou ve svém arzenálu.

## Command & Conquer: Tiberian Twilight
Tiberian Twilight je nové pokračování tibériové série a má jít o poslední díl "tiberiové" série. Byl pozměněn celý herní systém, ve kterém nyní zcela odpadla fáze budování základny. Nový je také princip těžby surovin - tibéria. Děj se odehrává přibližně v roce 2078. Konci série napovídají také názvy kampaní, za GDI - The Man Who Killed Kane a za NOD - All Things Must End.
Hra dostávala veskrze průměrné recenze, ale u fanoušků série C&C značně propadla.

## Command & Conquer: Tiberium Alliances
Jde o free-to-play hru vydanou v roce 2012, která se od všech ostatních her v sérii výrazně odlišuje. Jde o typickou strategii pro internetový prohlížeč, kde se hráči sdružují do aliancí a snaží se obsadit co největší území.
Hra u fanoušků značky C&C výrazně propadla, stejně jako u kritiků, kteří jí buď nevěnovali pozornost vůbec, nebo ji výrazně zkritizovali.

## Command & Conquer(2013)
Nejnovější strategie je stejně jako C&C: TA založena na bezplatné digitální distribuci. Zároveň však znamená návrat ke klasické hratelnosti série. Přítomen bude singleplayer jako Skirmish a později i příběhové kampaně. Jelikož šlo původně o pokračování C&C: Generals, hra bude stavět na rozdílnosti frakcí i různých generálů. Navrátí se i frakce GLA, které budou konkurovat APA (Asie) a EU (Evropa).
Vývoj této hry byl z důvodu nezájmu fanoušků a velké kritiky free to play modelu ukončen.

## Command & Conquer: Remastered Collection
Dne 5. června 2020 vydala společnost Electronic Arts remasterovanou verzi dvou původních her, tedy Command & Conquer a Command & Conquer: Red Alert, a to pod názvem Command & Conquer Remastered Collection. Na vývoji této hry spolupracovala EA se studiem Petroglyph Games, které tvoří řada zaměstnanců tehdejšího Westwood Studios, a tedy i těch, kteří před 25 lety vytvářeli původní díly C&C. Tato remasterovaná verze hry obsahuje všechny mise původních dvou her i jejich datadisků (včetně misí z konzolových verzí a tajných misí). Vylepšení se dočkaly jak videosekvence, tak i vizuální stránka hry, která nyní podporuje až 4K rozlišení.